# Альтмайер, Петер
Петер Альтмайер (нем. Peter Altmaier, род. 18 июня 1958, Энсдорф) — немецкий политик, федеральный министр экономики и энергетики.

## Образование
После окончания средней школы в 1978 году, Альтмайер прошёл военную службу. С 1980 году изучал право в Саарском университете, который окончил в 1985 году.

## Трудовая деятельность
1985—1987 научный сотрудник на кафедре конституционного и международного права в Университете земли Саар, 1988—1990 научный сотрудник Европейского института Саарского университета, с 1990 года официальный представитель Европейской комиссии, в то время как с 1993 по 1994 годы занимал пост генерального секретаря Административной комиссии социальной защиты трудящихся-мигрантов ЕС.

## Политическая деятельность
В 1974 году вступил в «Молодёжный союз Германии», а в 1976 уже в сам ХДС.
Член парламента с 1994 года.
2004—2005 советник фракции ХДС/ХСС, ноябрь 2005 года по октябрь 2009 года парламентский статс-секретарь Федерального министерства внутренних дел, с 27 октября 2009 первый парламентский секретарь.
С 22 мая 2012 по 17 декабря 2013 — федеральный министр по охране окружающей среды, охраны природы и ядерной безопасности.
С 17 декабря 2013 по 14 марта 2018 — глава ведомства федерального канцлера и федеральный министр по особым поручениям.
С октября 2017 по март 2018 исполняющий обязанности министра финансов.
С 14 марта 2018 министр экономики и энергетики.